# Kosovská literatura

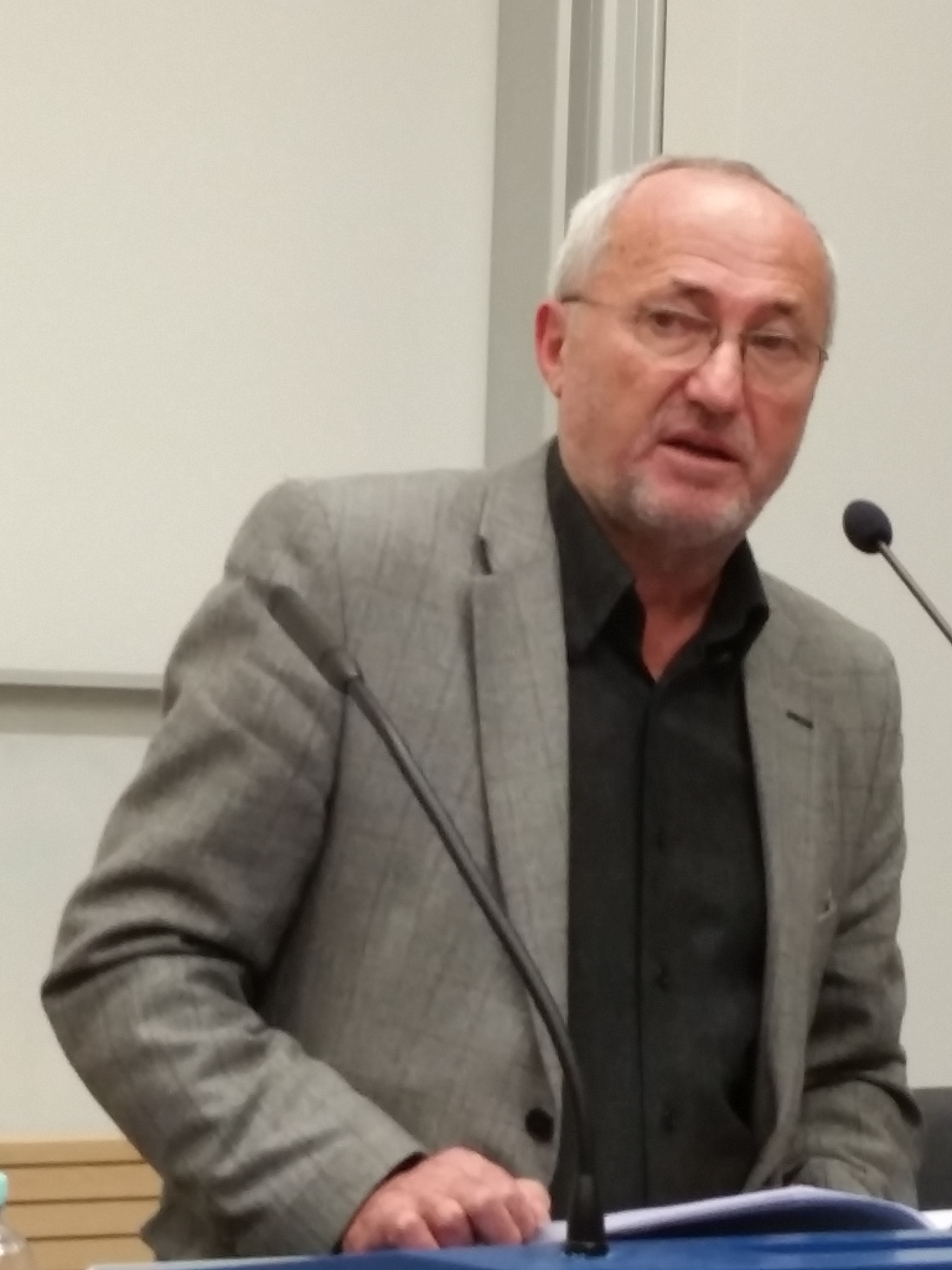
Kosovskoalbánský básník Eqrem Basha v roce 2015

Kosovská literatura je soubor literárních děl, které složili nebo sepsali obyvatelé Kosova, a to převážně v albánštině, ale také v srbštině, bosenštině či turečtině. V době osmanské nadvlády se albánština pro psaní takřka neužívala a z oblasti Kosova pocházelo pouze několik autorů píšících turecky – například Priştinali Mesihi („Prištinský mesiáš“, asi 1470–1512), který žil v pozdější letech v Istanbulu a jehož „Murabba'-i bahâr“ („Óda na jaro“) byla díky Jonesově anglickému překladu z roku 1774 dlouho nejznámější turecky psanou básní na západě. Bývá však, podobně jako další osmanští tvůrcové, řazen spíše do turecké literatury. Za prvního z Kosova pocházejícího spisovatele píšícího albánsky je považován katolický kněz Pjetër Bogdani (asi 1630–1689), autor první původně albánsky psané knihy Společnost proroků (1685). Významný osmanský básník Tahir Efendi (1770–1835) působil v kosovském městě Gjakovë a své nejvýznamnější dílo, báseň „Emni Vehbie“ („Oběť“), napsal v gegštině.
Protože v Osmanské říši bylo až do roku 1908 užívání albánštiny zakázáno a ani později, v rámci Jugoslávie, nebylo podporováno, byl zrod moderní kosovskoalbánské literatury pomalý a obtížný. V roce 1949 začal v Prištině vycházet literární časopis Jeta e re („Nový život“), jehož zakladatelem byl Esad Mekuli (1916–1993), autor sociálně kritických veršů označovaný za otce celé novodobé albánské poezie. K dalším kosovským básníkům patří Eqrem Basha (*1948) a Besim Bokshi (1930–2014). Do druhé poloviny 50. let jsou datovány první vážné prozaické pokusy. Za nejvlivnějšího autora je považován Anton Pashku (1937–1995), kromě něj byl literárně činný disident Adem Demaçi (1936–2018) nebo Hivzi Sulejmani (1910–1975). Také pozdější kosovský prezident Ibrahim Rugova (1944–2006) byl autorem četných esejistických publikací. Významným zlomem bylo přijetí nové jugoslávské ústavy v roce 1974, která udělila jednotlivým regionům včetně Kosova značnou míru autonomie a umožnila rozvoj kosovskoalbánského vzdělání a písemnictví. V průběhu 20. století byli literárně činní také kosovští Srbové, kteří svou literární tvorbou navazovali na dlouhou tradici srbské literatury, od 13. století také v oblasti Kosova. K nejvlivnějším patřil romanopisec a prištinský univerzitní profesor Vukašin Filipović (1930–1990), básníci Darinka Jevrićová (1947–2007) a Petar Sarić (*1937) nebo publicista a povídkář Radosav Stojanović (*1950).